# Питирим (Старинский)
Митрополи́т Питири́м (в миру Николай Петрович Старинский; 6 марта 1944, село Червоные Яры, Таращанский район, Киевская область) — архиерей Украинской Православной Церкви, митрополит Николаевский и Очаковский.

## Биография
Родился 6 марта 1944 года в селе Червоные Яры Таращанского района Киевской области.
В 1951—1961 годах учился в средней школе в селе Роскошная соседнего Ставищенского района.
Окончив среднюю школу и строительный техникум, в 1964—1968 годах учился в Московской духовной семинарии.
С 1968 по 1972 год учился в Московской духовной академии.
В 1969 году пострижен в монашество и рукоположён во иеродиакона.
В 1972 году окончил Московскую духовную академию со степенью кандидата богословия и стал насельником Почаевской лавры.
В 1974 году рукоположён во иеромонаха.
В 1983 году осуждён за антисоветскую деятельность и приговорен к 6 годам лишения свободы.
В 1986 году по ходатайству митрополита Львовского и Тернопольского Никодимом (Руснака) досрочно освобожден, возведён в сан архимандрита, назначен благочинным Почаевской лавры, а с назначением нового наместника — епископа Почаевского Иакова (Панчука) — направлен экономом-восстановителем возрождаемого Кременецкого Богоявленского женского монастыря.
С 23 февраля 1992 года — наместник Киево-Печерской лавры.
26 августа 1992 года в Крестовоздвиженском храме Киево-Печерской лавры хиротонисан во епископа Хмельницкого и Каменец-Подольского.
C 22 июня 1993 году назначен епископом Николаевским и Вознесенским.
23 ноября 2000 года возведён в сан архиепископа.
27 июля 2009 года, накануне Дня памяти святого равноапостольного князя Владимира, возведён в сан митрополита Блаженнейшим Митрополитом Киевским и всея Украины Владимиром.
25 августа 2012 в связи с выделением из состава Николаевской епархии Вознесенской епархии, титул изменён на Николаевский и Очаковский.

## Награды
- Орден «За заслуги» II степени (Украина, 20 сентября 2012 года) — за весомый личный вклад в социально-экономическое, культурно-образовательное развитие Николаевской области, высокий профессионализм, многолетний добросовестный труд и по случаю 75-летия образования области[5].
- Орден преподобного Сергия Радонежского II степени (2004 год)[1].